# X-SAMPA
O X-SAMPA (SAMPA estendido) é uma variante do SAMPA desenvolvida em 1995 por John C. Wells, professor de fonética da Universidade de Londres. Foi projetado para os alfabetos SAMPA de cada língua, e para estender o SAMPA para incluir todos os caracteres do Alfabeto fonético internacional.
O resultado é uma remodelagem do AFI inspirada no SAMPA em ASCII de 7 bits.

## Características
- Os símbolos AFI que são letras minúsculas comuns são representadas do mesmo modo no X-SAMPA.
- X-SAMPA usa a contrabarra \ como modificador para criar um novo símbolo. Por exemplo, O é um som distinto de O\, e com o qual não tem qualquer relação.
- Os diacríticos do X-SAMPA seguem os símbolos que modificam. Exceto por ~ para a nasalização, = para a silabicidade, e ` para a retroflexão e roticidade, os diacríticos são a combinação de um caractere com o underscore (_).
- Os diacríticos de _1 a _6 são reservados para os tons em uma língua específica.

### Letras minúsculas
| X-SAMPA     | AFI | AFI | Descrição                                  | Exemplos                                                                          |
| ----------- | --- | --- | ------------------------------------------ | --------------------------------------------------------------------------------- |
| a           | a   |     | vogal anterior aberta não arredondada      | Francês dame [dam], Espanhol e Português padre ["padre]                           |
| b           | b   |     | oclusiva bilabial sonora                   | Inglês bed [bEd], Francês bon [bO~], Português boca ["boka]                       |
| b_<         | ɓ   |     | implosiva bilabial sonora                  |                                                                                   |
| c           | c   |     | Oclusiva palatal surda                     | Húngaro latyak [lAcAk]                                                            |
| d           | d   |     | Oclusiva alveolar/linguointerdental sonora | Inglês dog [dQg], Francês doigt [dwa], Português duro ["du4u]                     |
| d`          | ɖ   |     | Oclusiva retroflexa sonora                 | Sueco hord [hu:d`]                                                                |
| d_<         | ɗ   |     | dental/alveolar voiced implosive           |                                                                                   |
| d_~ (or @`) | ɚ   | Til | Retroflexa depois de xuá                   | Inglês butter ["bVtd_~}                                                           |
| e           | e   |     | vogal anterior semifechada não arredondada | Francês ses [se], Português jeito ["Zejtu]                                        |
| f           | f   |     | Fricativa labiodental surda                | Inglês five [faIv], Francês femme [fam], Português fé [fE]                        |
| g           | ɡ   |     | Oclusiva velar sonora                      | Inglês game [geIm], Francês longue [lO~g], Português garra ["gax6]                |
| g_<         | ɠ   |     | implosiva velar sonora                     |                                                                                   |
| h           | h   |     | fricativa glotal surda                     | Inglês house [haUs]                                                               |
| h\          | ɦ   |     | fricativa glotal sonora                    |                                                                                   |
| i           | i   |     | vogal anterior fechada não arredondada     | Inglês be [bi:], Francês oui [wi], Espanhol si [si], Português ti [ti]            |
| j           | j   |     | aproximante palatal                        | Inglês yes [jEs], Francês yeux [j2], Português sai [saj]                          |
| j\          | ʝ   |     | fricativa palatal sonora                   |                                                                                   |
| k           | k   |     | oclusiva velar surda                       | Inglês cat [k{t], Espanhol carro ["kar:o], Português coisa ["kojza]               |
| l           | l   |     | lateral aproximante alveolar               | Inglês lay [leI], Francês mal [mal], Português sala ["sal6]                       |
| l`          | ɭ   |     | aproximante lateral retroflexa             | Sueco sorl [so:l`]                                                                |
| l\          | ɺ   |     | vibrante lateral alveolar sonora           | /r/ do japonês                                                                    |
| m           | m   |     | nasal bilabial                             | Inglês mouse [maUs], Francês homme [Om], Português fama ["f6ma]                   |
| n           | n   |     | nasal alveolar                             | Inglês nap [n{p], Francês non [nO~], Português terno ["tE4nu]                     |
| n`          | ɳ   |     | nasal retroflexa                           | Sueco hörn [h2:n`]                                                                |
| o           | o   |     | vogal semifechada posterior arredondada    | French gros [gRo], Português sopa ["sopa]                                         |
| p           | p   |     | oclusiva bilabial surda                    | English hop [hQp], French pose [poz], Spanish perro ["per:o], Português pai [paj] |
| p\          | ɸ   |     | fricativa bilabial surda                   | Japonês fuku [p\M_0kM], escandinavo sju [p\@}]                                    |
| q           | q   |     | oclusiva uvular surda                      | Árabe qasbah ["qQs_Gba]                                                           |
| r           | r   |     | vibrante alveolar múltipla                 | Espanhol perro ["per:o]                                                           |
| r`          | ɽ   |     | vibrante retroflexa simples                |                                                                                   |
| r\          | ɹ   |     | aproximante (pós-)alveolar sonora          | Inglês red [r\Ed] Espanhol mujer [mur\Er]                                         |
| r\`         | ɻ   |     | aproximante retroflexa                     |                                                                                   |
| s           | s   |     | fricativa alveolar surda                   | Inglês seem [si:m], Francês session [se.sjO~], Português assar [as"ax]            |
| s`          | ʂ   |     | fricativa retroflexa surda                 | Sueco mars [mas`]                                                                 |
| s\          | ɕ   |     | fricativa alveolopalatal surda             | Polonês świerszcz                                                                 |
| t           | t   |     | oclusiva alveolar surda                    | Inglês too [tu:], Francês raté [Rate], Espanhol tuyo, Português tato ["tatu]      |
| t`          | ʈ   |     | oclusiva retroflexa surda                  | Sueco mört [m2t`]                                                                 |
| u           | u   |     | vogal posterior fechada arredondada        | Inglês boom [bu:m], Espanhol su [su], Português busca ["busk6]                    |
| v           | v   |     | fricativa labiodental sonora               | Inglês vest [vEst], Francês voix [vwa], Português viu [viw]                       |
| v\ (or P)   | ʋ   |     | labiodental approximant                    |                                                                                   |
| w           | w   |     | aproximante labiovelar                     | Inglês west [wEst], Francês oui [wi], Português quase ["kwaz@]                    |
| x           | x   |     | fricativa velar surda                      | Escocês loch [lQx], Português brasileiro erro ["exu]                              |
| x\          | ɧ   |     | fricativa pós-alveolar e velar surda       | Ocorre no Sueco                                                                   |
| y           | y   |     | vogal anterior fechada arredondada         | Francês tu [ty]                                                                   |
| z           | z   |     | fricativa alveolar sonora                  | Inglês zoo [zu:], Francês azote [azOt], Português casa ["kaza]                    |
| z`          | ʐ   |     | fricativa retroflexa sonora                |                                                                                   |
| z\          | ʑ   |     | fricativa alveolopalatal sonora            | Polonês źrebak                                                                    |

### Letras maiúsculas
| XS        | AFI | AFI | Descrição                                                   | Exemplos                                                                                   |
| --------- | --- | --- | ----------------------------------------------------------- | ------------------------------------------------------------------------------------------ |
| A         | ɑ   |     | vogal posterior aberta não arredondada                      | Inglês father [fAD@]                                                                       |
| B         | β   |     | fricativa bilabial sonora                                   | Português europeu cabo ["kaBu]                                                             |
| B\        | ʙ   |     | vibrante bilabial sonora                                    | Som de "brrr..." vibrando os lábios                                                        |
| C         | ç   |     | fricativa palatal surda                                     | Alemão Ich, Inglês human (embora também possa ser pronunciado [hj])                        |
| D         | ð   |     | fricativa dental sonora                                     | Inglês then [DEn], Português europeu medo [meDu]                                           |
| E         | ɛ   |     | vogal frontal semiaberta não arredondada                    | Francês même [mEm], Inglês bed [bEd], Português fé [fE]                                    |
| F         | ɱ   |     | nasal labiodental                                           | Inglês emphasis ["EFf@sIs] (falado rapidamente, caso contrário ["Emf@sIs])                 |
| G         | ɣ   |     | fricativa velar sonora                                      | Grego γονία [Go"nia], Português europeu água ["aGwa]                                       |
| G\        | ɢ   |     | oclusiva uvular sonora                                      |                                                                                            |
| G\_<      | ʛ   |     | implosiva uvular sonora                                     |                                                                                            |
| H         | ɥ   |     | aproximante labiopalatal sonora                             | Francês huit [Hi]                                                                          |
| H\        | ʜ   |     | fricativa epiglotal surda                                   |                                                                                            |
| I         | ɪ   |     | vogal anterior fechada lassa não arredondada                | Inglês kit [kIt]                                                                           |
| I\        | Ɨ   |     | vogal central fechada lassa não arredondada, ausente no AFI |                                                                                            |
| J         | ɲ   |     | nasal palatal                                               | Espanhol año, Português banho ["b6Ju], Inglês canyon (embora também possa se usar [nj])    |
| J\        | ɟ   |     | oclusiva palatal sonora                                     | Húngaro egy [EJ\]                                                                          |
| J\_<      | ʄ   |     | implosiva palatal sonora                                    |                                                                                            |
| K         | ɬ   |     | lateral fricativa alveolar surda                            | Galês llaw                                                                                 |
| K\        | ɮ   |     | lateral fricativa alveolar sonora                           |                                                                                            |
| L         | ʎ   |     | lateral palatal                                             | Italiano famiglia, fonema castelhano /ll/ como em llamar [La"mar], português talha ["taLa] |
| L\        | ʟ   |     | lateral velar sonora                                        | fonema do Inglês /5/, similar ao Português europeu Portugal                                |
| M         | ɯ   |     | vogal posterior fechada não arredondada                     | Coreano 으 (eu)                                                                            |
| M\        | ɰ   |     | aproxiamante velar                                          | Espanhol fuego                                                                             |
| N         | ŋ   |     | nasal velar                                                 | Inglês thing [TIN]                                                                         |
| N\        | ɴ   |     | nasal uvular                                                | Japonês san [saN\]                                                                         |
| O         | ɔ   |     | vogal posterior semiaberta arredondada                      | Inglês britânico thought [TO:t], Português nó [nO]                                         |
| O\        | ʘ   |     | clique bilabial                                             |                                                                                            |
| P (ou v\) | ʋ   |     | aproximante labiodental                                     | fonema do Holandês /w/, alófono do fonema inglês /r\/                                      |
| Q         | ɒ   |     | vogal posterior aberta arredondada                          | Inglês britânico lot [lQt]                                                                 |
| R         | ʁ   |     | fricativa uvular sonora                                     | Francês roi [Rwa], Português comum barro [baRu]                                            |
| R\        | ʀ   |     | vibrante uvular sonora                                      | fonema alemão /r/                                                                          |
| S         | ʃ   |     | fricativa palatoalveolar surda                              | Inglês ship [SIp], Português xícara ["Sika4a]                                              |
| T         | θ   |     | fricativa dental surda                                      | Inglês thin [TIn]                                                                          |
| U         | ʊ   |     | vogal posterior fechada lassa arredondada                   | Inglês foot [fUt]                                                                          |
| U\        | ʊ̵   |     | vogal central fechada lassa arredondada, ausente no AFI     |                                                                                            |
| V         | ʌ   |     | vogal posterior semiaberta não arredondada                  | Inglês strut [str\Vt]                                                                      |
| W         | ʍ   |     | fricativa labiovelar surda                                  | Escocês when                                                                               |
| X         | χ   |     | fricativa uvular surda                                      | Galês bach                                                                                 |
| X\        | ħ   |     | fricativa faríngea surda                                    | Árabe ha’                                                                                  |
| Y         | ʏ   |     | vogal anterior fechada lassa arredondada                    | German hübsch                                                                              |
| Z         | ʒ   |     | fricativa palatoalveolar sonora                             | Inglês vision ["vIZ@n], Português jato ["Zatu]                                             |

### Outros símbolos
| XS        | AFI | AFI | Descrição                                         | Exemplos                                                     |
| --------- | --- | --- | ------------------------------------------------- | ------------------------------------------------------------ |
| .         |     |     | parada silábica                                   |                                                              |
| "         | ˈ   |     | acento tônico primário                            |                                                              |
| %         | ˌ   |     | acento tônico secundário                          |                                                              |
| &         | ɶ   |     | vogal anterior aberta arredondada                 | Dinamarquês. drømme                                          |
| ' (ou _j) | ʲ   |     | palatalização                                     |                                                              |
| *         |     |     | caractere de escape indefinido, "conjuntor" SAMPA |                                                              |
| -         |     |     | separador                                         |                                                              |
| /         |     |     | indeterminação em vogais do Francês               |                                                              |
| {         | æ   |     | vogal anterior quase aberta não arredondada       | Inglês trap [tr\{p]                                          |
| }         | ʉ   |     | vogal central fechada arredondada                 | Sueco sju [S}:]                                              |
| 1         | ɨ   |     | vogal central fechada não arredondada             | Galês tu                                                     |
| 2         | ø   |     | vogal anterior semifechada arredondada            | Francês deux [d2]                                            |
| 3         | ɜ   |     | vogal central semiaberta não arredondada          | Inglês britânico nurse [n3:s]                                |
| 3\        | ɞ   |     | vogal central semiaberta arredondada              |                                                              |
| 4         | ɾ   |     | vibrante alveolar simples sonora                  | Espanhol pero, Inglês dos EUA better, Português para ["para] |
| 5         | ɫ   |     | l "escuro"; ver também _e                         | Inglês milk [mI5k], Português europeu Brasil [B4azi5]        |
| 6         | ɐ   |     | xuá aberta                                        | Alemão besser, Português adeus [6"dewS]                      |
| 7         | ɤ   |     | vogal posterior semifechada não arredondada       | Ocorre no Vietnamita                                         |
| 8         | ɵ   |     | vogal central semifechada arredondada             | Sueco buss                                                   |
| 9         | œ   |     | vogal anterior semiaberta arredondada             | Francês neuf [n9f]                                           |
| :         | ː   |     | longo                                             |                                                              |
| :\        | ˑ   |     | semilongo                                         | Estoniano diferencia três comprimentos vocálicos             |
| <         |     |     | início de notação não segmental (ex., SAMPROSA)   |                                                              |
| <\        | ʢ   |     | fricativa epiglotal sonora                        |                                                              |
| >         |     |     | fim de notação não segmental                      |                                                              |
| >\        | ʡ   |     | oclusiva epiglotal                                |                                                              |
| ?         | ʔ   |     | parada glotal                                     | Alemão Verein, também Dinamarquês stød                       |
| ?\        | ʕ   |     | fricativa faríngea sonora                         | Árabe ‘ayn                                                   |
| @         | ə   |     | xuá                                               | Inglês banana [b@"nAn@] (RP) ou [b@"n{n@] (Gen.Am.)          |
| @\        | ɘ   |     | vogal central semifechada não arredondada         |                                                              |
| ^         | ↑   |     | tom acima                                         |                                                              |
| !         | ↓   |     | tom abaixo                                        |                                                              |
| !\        | ǃ   |     | clique retroflexo                                 |                                                              |
| \|        |     |     | menor grupo (foot)                                |                                                              |
| \|\       | ǀ   |     | clique dental                                     |                                                              |
| \|        |     |     | maior grupo (entonação)                           |                                                              |
| \|\\|\    | ǁ   |     | clique lateral                                    |                                                              |
| =\        | ǂ   |     | clique alveolar                                   |                                                              |
| -\        | ̮    |     | marca de ligação                                  |                                                              |

### Diacríticos
| XS        | AFI | AFI | Descrição |
| --------- | --- | --- | --- |
| _"        | ¨   |     | centralizado |
| _+        | ˖   |     | avançado |
| _-        | ˗   |     | retraído |
| _/        | ˇ   |     | ascendente |
| _0        | ̥    |     | surdo |
| _<        |     |     | implosivo |
| = (ou _=) | ̩    |     | silábico |
| _>        | ʼ   |     | ejectivo |
| _?\       | ˤ   |     | faringealizado |
| _\        | ˆ   |     | falling tone |
| _^        | ̯    |     | não silábico |
| _}        | ̚    |     | nenhuma realização audível                                                                                           |
| `         | ˞   |     | roticidade em vogais, retroflexão em consoantes(o AFI usa símbolos separados para as consoantes, ver t` por exemplo) |
| ~ (ou _~) | ~   |     | nasalização |
| _A        | ̘    |     | base da língua avançada                                                                                              |
| _a        | ̺    |     | apical |
| _B        | ̏    |     | tom extra baixo |
| _B_L      |     |     | tom baixo ascendente                                                                                                 |
| _c        | ̜    |     | menos arredondado |
| _d        | ̪    |     | dental |
| _e        | ~   |     | velarizado ou faringealizado; ver também 5                                                                           |
| <F>       |     |     | decaimento global |
| _F        | ^   |     | tom decadente |
| _G        | ˠ   |     | velarizado |
| _H        | ˊ   |     | tom alto |
| _H_T      |     |     | tom alto ascendente                                                                                                  |
| _h        | ʰ   |     | aspirado |
| _j (ou ') | ʲ   |     | palatalizado |
| _k        | ̰    |     | voz rangente |
| _L        | `   |     | tom baixo |
| _l        | ˡ   |     | realização lateral                                                                                                   |
| _M        | ¯   |     | tom médio |
| _m        | ̻    |     | laminal |
| _N        | ̼    |     | linguolabial |
| _n        | n   |     | realização nasal |
| _O        | ̹    |     | mais arredondado |
| _o        | ˕   |     | reduzido |
| _q        | ̙    |     | base da língua retraída                                                                                              |
| <R>       |     |     | ascensão global |
| _R        | ˇ   |     | tom ascendente |
| _R_F      |     |     | tom ascendente-descendente                                                                                           |
| _r        | ˔   |     | elevado |
| _T        | ˝   |     | tom extra alto |
| _t        | ̤    |     | voz espirado |
| _v        | ̬    |     | sonoro |
| _w        | ʷ   |     | labializado |
| _X        | ˘   |     | extra curto |
| _x        | ̽    |     | semicentralizado |